# Nazewnictwo anatomiczne
Nazewnictwo anatomiczne (łac. nomina anatomica) - jest to specjalistyczne nazewnictwo, którym posługują się anatomowie, lekarze w celu dokładnego określenia konkretnego miejsca w organizmie. Nazewnictwo anatomiczne w przeciwieństwie do nazewnictwa histologicznego określa struktury makroskopowe. Podstawowe nazewnictwo łacińskie zostało przetłumaczone na język polski. Określanie położenia struktur następuje w oparciu o pozycję anatomiczną.

Przeczytaj ostrzeżenie dotyczące informacji medycznych i pokrewnych zamieszczonych w Wikipedii.